# 레드미 K50
레드미 K50(Redmi K50)은 샤오미에서 제조한 안드로이드 스마트폰 계열이다.